# Lekhcheb
Lekhcheb este o comună din Regiunea Tagant, Mauritania, cu o populație de 1.469 locuitori.